# Гран, Трюгве

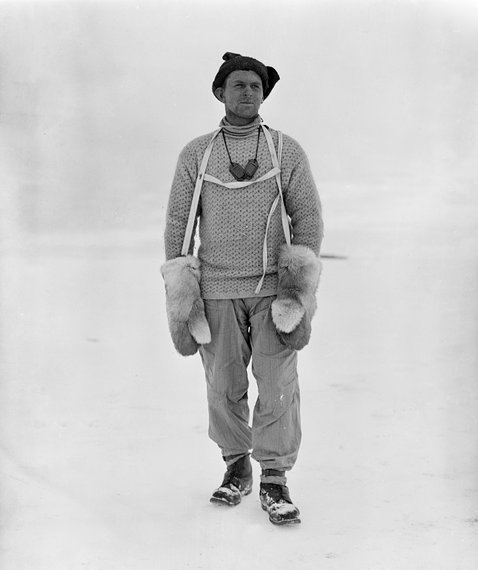
Йенс Трюгве Гран в 1911 году

Йенс Трюгве Гран (20 января 1888 — 8 января 1980) — норвежский авиатор, полярный исследователь и писатель
. Он был лыжным инструктором в Антарктической экспедиции Роберта Скотта в 1910—1913 годах и первым человеком, перелетевшим Северное море на самолёте.
Родился в Бергене в семье богатого владельца верфи. В 1907—1910 годах учился в военно-морском колледже, с юных лет интересовался географическими исследованиями. В 1910 году по рекомендации Фритьофа Нансена был принят в экспедицию Роберта Скотта в Антарктику, где считался специалистом по лыжам. После возвращения заинтересовался авиацией, окончил лётную школу в Париже и 20 июля 1914 года первым пересёк на самолёте Северное море. 
Во время Первой мировой войны он, имея звание старшего лейтенанта, хотел вступить добровольцем в британскую армию, но получил отказ. Тогда под вымышленным именем он записался в Королевские ВВС Канады и в 1916—1917 годах воевал на Западном фронте, а затем принимал участие в интервенции Антанты на севере РСФСР. После войны стал читать лекции об авиации и Антарктике и писать книги. В 1919 году стал первым человеком, перелетевшим на самолёте из Лондона в Стокгольм.
Во время Второй мировой войны поддерживал пронацистскую партию «Национальное единение», а его статус национального героя активно использовался нацистской пропагандой. Причинами называли как опасения репрессий за свою службу у британцев, так и дружбу с Герингом и обиду на то, что ему не предложили постоянную работу в ВВС Норвегии. В 1948 году он был приговорён к 18 месяцам тюремного заключения за сотрудничество с оккупантами. В последние годы жизни занимался в основном написанием книг.